# گرگوریو لوپرینی
گرگوریو لوپرینی (انگلیسی: Gregorio Luperini؛ زادهٔ ۱۰ فوریهٔ ۱۹۹۴) بازیکن فوتبال اهل ایتالیا است.
از باشگاه‌هایی که در آن بازی کرده‌است می‌توان به باشگاه فوتبال سمپدوریا و باشگاه فوتبال پرو ورچلی اشاره کرد.
وی همچنین در تیم‌های ملی فوتبال زیر ۱۷ سال ایتالیا و زیر ۱۸ سال ایتالیا بازی کرده‌است.